# Roxas
Roxas (Bayan ng Roxas) är en kommun i Filippinerna. Kommunen ligger på ön Luzon, och tillhör provinsen Isabela. Folkmängden uppgår till 48 929 invånare.

## Bildgalleri

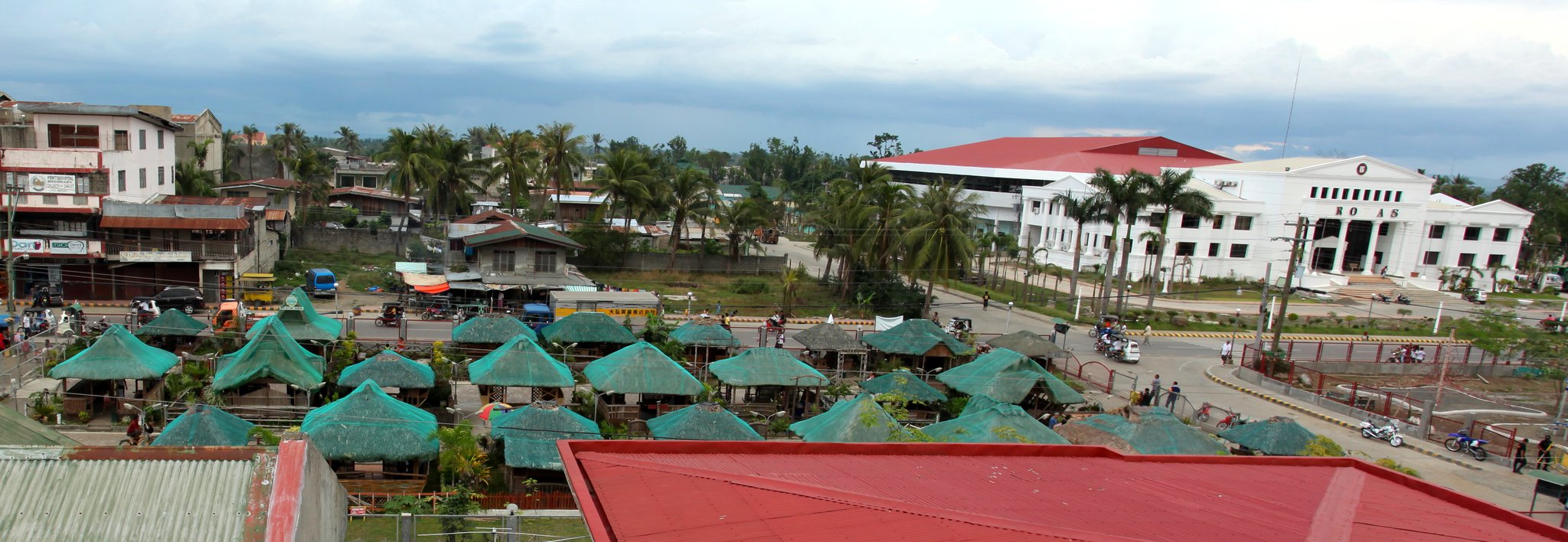
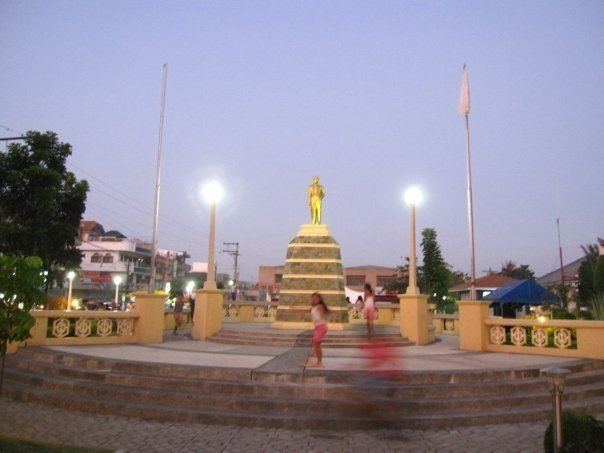
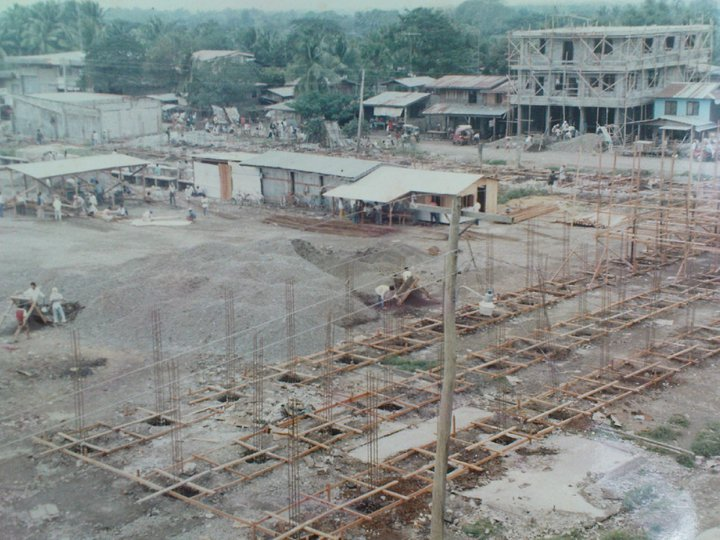

## Barangayer
Roxas är indelat i 26 barangayer.
| - Anao - Imbiao - Lanting - Lucban - Marcos - Masigun - Rizal (Pob.) - Vira (Pob.) - Bantug (Pob.) - Luna (Pob.) - Quiling - Rang-ayan - San Antonio | - San Jose - San Pedro - San Placido - San Rafael - Simimbaan - Sinamar - Sotero Nuesa - Villa Concepcion - Matusalem - Muñoz East - Muñoz West - Doña Concha - San Luis |